# Мелу, Селтон
Селтон Мелу (порт. Selton Mello, род. 30 декабря 1972) — бразильский актёр, режиссёр.

## Биография
Селтон Мелу — один из самых заметных бразильских актёров своего поколения. 
С раннего детства он определился с выбором актёрской профессии в качестве своего предназначения, что и стало одной из основных причин переезда семьи Мелу в Рио-де-Жанейро. Начал свою карьеру Селтон на телеканале «Бандейрантеш» в 1981 г. с участия в телесериалах «Дона Санта» и «Железные объятия». Дебютом на телеканале «Глобу» в 1984 г. стала детская роль Роналду Пелегрини в сериале «Телом к телу». Его родителей сыграли Антонио Фагундес и Дебора Дуарте. После небольшой роли в телесериале 1986 г. «Сеньорита», его телекарьера временно прерывается. Во время вынужденного перерыва он продолжает заниматься избранным ремеслом в качестве дублирующего иностранные фильмы на португальский язык, становится участником музыкальной группы. 
 На телевидение он возвращается в 1992 году, в телесериале «Камень о камень». После он практически не прекращает сниматься, отдавая предпочтение кино. На телевидении он участвует в телесериалах «Тропиканка» (1994) и «Новая жертва» (1995) (транслировавшихся и в России), «Непокорная» (1997), «Власть желания» (1999). После 1999 г. Селтон на телевидении снимается только в мини-сериалах, либо в непродолжительных комедийных шоу. В кино он нашёл основное место для демонстрации своего таланта. 
 Из перечня его киноработ следует отметить один из первых его фильмов «Четыре дня в сентябре», номинировавшийся на премию «Оскар». 
 Удачная телеадаптация одной из самых известных бразильских пьес Ариану Суассуна «O Auto da Compadecida», в которой главные роли вместе с ним исполнили Фернанда Монтенегру, Матеус Наштергаел и Лима Дуарте превратилась в не менее удачный кинофильм, известный под названием «Завещание собаки». Подобная история случилась и с мини-сериалом, посвящённом 500-летию открытия Бразилии, в котором он исполнил главную роль — «Открытие Бразилии». 
 Для роли в фильме «Lavoura Arcaica» (в международном прокате — «Слева от отца») ему, склонному к полноте актёру. пришлось принудительно похудеть на 20 килограмм. Этот фильм, в котором он сыграл вместе с Раулом Кортесом принёс ему признание за пределами родины. 
 Экстравагантный фильм «Запах канализации» 2007 г. упрочил это признание. 
 Актёр предпочитает играть сложные роли, в которых можно проявить свой талант. Селтон Мелу предпочитает «быть актёром, а не звездой». 
 В 2008 году Селтон успешно дебютировал в качестве режиссёра и продюсера киноленты «Декабрь».

### Личная жизнь
Имя Селтон сложено из слогов имён его родителей — Сельвы и Далтона Мелу. Длительное время встречался с актрисой Даниэлой Уинитс. Он живёт один в своём доме в Рио-де-Жанейро. Его брат Дантон Мелу — тоже актёр.

## Избранная фильмография

### Кино
- 2014 — Свалка — Фредерико Ганзаго
- 2011 — Клоун — Бенжамим
- 2010 — Лопе де Вега: Распутник и соблазнитель — Маркес де Навас
- 2008 — «Федерал» — Дани
- 2008 — «Крысиная трава» —
- 2008 — Расстроенные — Дику
- 2008 — «Моё имя — не Джонни» — Жуан
- 2006 — «Árido Movie» — Боб
- 2005 — «Запах из стока» — Лоуренсу
- 2004 — «Полковник и оборотень» — Пернамбуку Нугейра
- 2004 — «Девочки из ABC» — Салесиану ди Карвалью
- 2004 — «Нина» — друг Аны
- 2003 — «Лисбела и заключённый» — Лелеу
- 2001 — «Слева от отца» — Андре
- 2001 — «Карамуру — открытие Бразилии» — Диогу Альварес (Карамуру)
- 2000 — «O Auto da Compadecida» (фильм) — Шику
- 1996 — «Guerra de Canudos» — Тенеите Луиш
- 1996 — «Четыре дня в сентябре» — Освальду
- 1995 — «Флора» — Ремо (короткометражка)
- 1993 — Ламарка
- 1990 — Uma Escola Atrapalhada — Ренан

### Телевидение
- 2018 — «13 дней вдали от солнца» — Саулу
- 2007 — «Система» — Матиаш
- 2004 — «Os Aspones» — Талеш
- 2003 — «Нормальные» — Бернарду/Нилу
- 2001 — «Семья Майя» — Жуан да Эга
- 2000 — «Открытие Бразилии» — Диогу Альварес (Карамуру)
- 1999 — «Власть желания» — Абеларду Собрал
- 1999 — «O Auto da Compadecida» (мини-сериал) — Шику
- 1997 — «Непокорная» — Эмануэль Фарук
- 1997 — «В мире женщин» — эпизод
- 1995 — «Новая жертва» — Тонику Местьери
- 1994 — «Тропиканка» — Витор Веласкес
- 1993 — «Глаз на глаз» — Жука
- 1992 — «Камень о камень» — Бруну
- 1990 — «Пантанал» — сын Тенориу
- 1986 — «Сеньорита» — Рафаэль
- 1984 — «Телом к телу» — Роналду Пелегрини
- 1983 — «Железные объятия» — Раймунду
- 1981 — «Дона Санта» — Сидней

## Премии и награды
- 1998 — премия «Контиго» — лучший телеактёр второго плана (сериал «Непокорная»)
- 2001 — премия Гаванского кинофестиваля — лучший актёр (фильм «Слева от отца»)
- 2001 — премия «Канданго» Бразильского кинофестиваля — лучший актёр (фильм «Слева от отца»)
- 2002 — премия кинофестиваля в Лиме — лучший актёр (фильм «Слева от отца»)
- 2002 — премия кинофестиваля в Лериде — лучший актёр (фильм «Слева от отца»)
- 2004 — гран-при Бразильского кино — лучший актёр (фильм «Лисбела и заключённый»)
- 2006 — премия «Контиго» — лучший актёр второго плана (фильм «Полковник и оборотень»)
- 2006 — премия кинофестиваля в Рио-де-Жанейро — лучший актёр (фильм «Запах канализации»)
- 2007 — премия кинофестиваля в Гвадалахаре — лучший актёр (фильм «Запах канализации»)
- 2008 — премия APCA trophy — лучший актёр (фильм «Запах канализации»)
- 2008 — премия «Контиго» — лучший актёр (фильм «Моё имя — не Джонни»)
- 2008 — премия фестиваля бразильского кино в Майами — лучший актёр (фильм «Моё имя — не Джонни»)
- 2009 — гран-при Бразильского кино — лучший актёр (фильм «Моё имя — не Джонни»)